# Romuald Pasławski

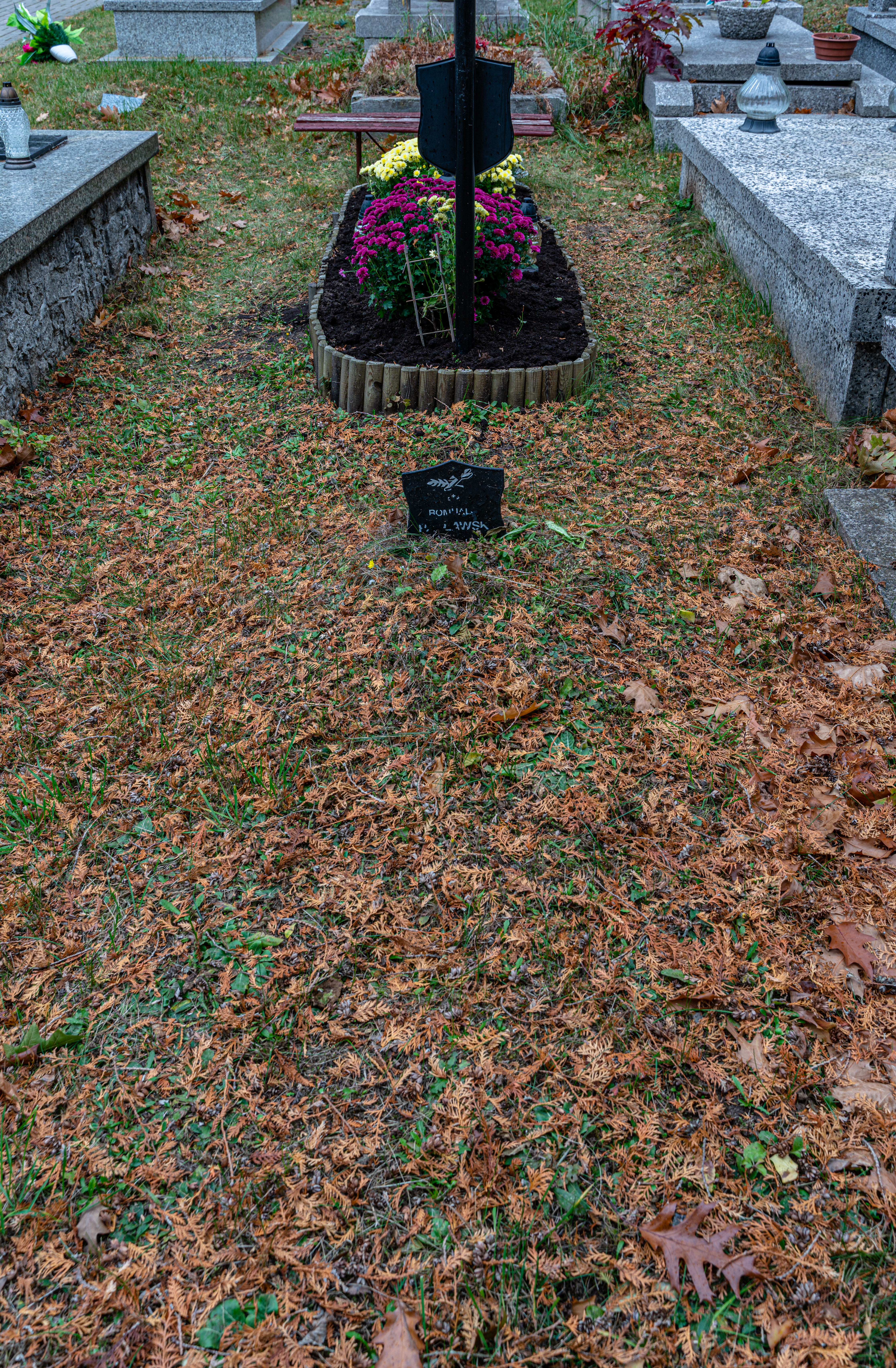
Grób Romualda Pasławskiego na cmentarzu Komunalnym Północnym w Warszawie

Romuald Pasławski (ur. 1 stycznia 1895 w Olibowie, zm. 17 października 1979 w Warszawie) – kapitan taborów Wojska Polskiego, kawaler Orderu Virtuti Militari, uczestnik I wojny światowej, wojny polsko-bolszewickiej i kampanii wrześniowej.

## Życiorys
Urodził się 1 stycznia 1895 we wsi Olibów, w ówczesnym powiecie dubieńskim guberni wołyńskiej, w rodzinie Mariana i Michaliny z Buderawskich. Od 11 maja 1915 w armii rosyjskiej, w której walczył na froncie francuskim. W 1916 ukończył Szkołę Chorążych w Kijowie. W grudniu 1917 wstąpił do 16 pułku strzelców. Następnie pełnił funkcję adiutanta Legii Oficerskiej II Korpusu Polskiego w Rosji. 11 maja 1918 dowodził plutonem w bitwie pod Kaniowem, po której dostał się do niewoli niemieckiej.
Za udział w bitwie w której: "szybką i samodzielną akcją zapobiegł okrążeniu Legii Oficerskiej oraz 16 p. strz. przez siły nieprzyjaciela" został odznaczony Orderem Virtuti Militari.   
Po odzyskaniu przez Polskę niepodległości od listopada 1919 w Wojsku Polskim. Walczył w wojnie polsko-bolszewickiej w szeregach 34 pułku piechoty. 5 maja 1920 został mianowany podporucznikiem. Do rezerwy przeniesiony 10 kwietnia 1922. 8 stycznia 1924 został zatwierdzony w stopniu porucznika ze starszeństwem z 1 czerwca 1919 i 2163. lokatą w korpusie oficerów rezerwy piechoty. Posiadał wówczas przydział w rezerwie do 81 pułku piechoty w Grodnie. Na stopień kapitana rezerwy został awansowany ze starszeństwem z 19 marca 1939 i 3. lokatą w korpusie oficerów taborowych.
Po wojnie prowadził Zakłady Mechaniczne w Warszawie. Mieszkał w Milanówku, w willi Józefin.
Po kampanii wrześniowej dostał się do niewoli niemieckiej. Przebywał w Oflagu VI E Dorsten.
Od 1945 pracował w warszawskim Zjednoczeniu Budowy Elektrowni. Zmarł 17 października 1979 w Warszawie, pochowany na warszawskim Cmentarzu Komunalnym Północnym.
Żonaty dwukrotnie. Od 1922 z Magdaleną Butrymowicz, z którą miał córkę Elizę (ur. 1923). Od 1948 z Józefą Rudzińską.

## Ordery i odznaczenia
- Krzyż Srebrny Orderu Wojskowego Virtuti Militari nr 6733[2][3]
- Krzyż Niepodległości – 23 grudnia 1933 „za pracę w dziele odzyskania niepodległości”[10][7][11]
- Krzyż Walecznych[12]